# Hard Rock Hotel and Casino Las Vegas
Das Hard Rock Hotel and Casino war ein Hotel-Casino in Paradise, Nevada. Die Einrichtung hatte 670 Hotelzimmer; die Spielbank erstreckte sich auf 2.800 m². Das Hard Rock Hotel and Casino war Teil der Marke Hard Rock Cafe.
Die Anlage war für ein jüngeres Publikum gestaltet und für seinen aufwändigen Pool-Bereich und seinen exklusiven Nachtclub Vanity bekannt. Am 3. Februar 2020 wurde das Hard Rock Hotel and Casino geschlossen. Es soll renoviert und umgestaltet werden und im Herbst 2020 als Virgin Hotel Las Vegas wiedereröffnen.

## Geschichte
Das Hotel wurde 1995 von Peter Marton eröffnet, einem Mitbegründer des Hard-Rock-Cafe-Franchise. Im Mai 2006 gab Morton bekannt, die Immobilie für 770 Millionen Dollar an die Morgans Hotel Group zu verkaufen. Im Februar 2007 erfolgte der Verkauf und die Eigentumsübertragung.
Im April 2018 gab Richard Bransons Hotelgruppe Virgin Hotels die Übernahme des Hard Rock Hotel and Casino sowie Umbaupläne für die Anlage bekannt. Hotel und Casino sollen 2020 umgestaltet, renoviert und dann als Virgin Hotel Las Vegas wiedereröffnet werden.

## „The Joint“
The Joint ist eine Konzert- und Veranstaltungshalle mit bis zu 4.000 Plätzen. Zu den Künstlern und Bands,  die im the Joint aufgetreten sind, zählen Guns N’ Roses, Kiss, Mötley Crüe, Morrissey und die Scorpions.

## Sonstiges
- Am 27. Juni 2002 starb John Entwistle, der Bassist von The Who, an einem Herzinfarkt im Hotel.
- Am 6. April 2006 ist Profi-Skateboarder Danny Way mit einem Acid Drop von der großen Gitarre, die außen am Café hing, in eine Quarter Pipe gesprungen, und hat somit einen neuen Weltrekord aufgestellt.

### Das Hotel in den Medien
- Das Hotel kam im Film Con Air vor, als ein flüchtiges Flugzeug auf der berühmten Fender-Stratocaster-Gitarre abstürzt.
- Ebenfalls im Bild war das Hotel in der neunten Episode der dritten Staffel von HBOs Entourage sowie in der Folge Viva Las Vegas von O.C., California und in MTVs Bam's Unholy Union.
- My Darkest Days drehte ein Musikvideo (Porn Star Dancing) im Vanity-Nachtclub
- Das Musikvideo zum Lied Got 2 Luv U von Sean Paul spielt teilweise im Hotel.
- Das Hotel ist auch Wohnort der Protagonisten in dem Film 21
- Das V-Rock Hotel im Videospiel Grand Theft Auto: San Andreas basiert auf dem Hotel.